# モノブロック (バンド)
モノブロック(Monobloc)は、ティモシー・ウォルドロン（ヴォーカル）とマイケル・シルバーグレード、別名：モップ（ベース）が率いる、ニューヨーク発の５人組バンド。
2023年にザック・ポックローズ(ドラム)、ベン・スコフィールド（ギター）、そしてニーナ・ リューダース（ギター）が加わり、正式始動した。
バンドのサウンドは、1980年代のマンチェスターのインディー・レーベル、ファクトリー・レコードから影響を受けている。他にも、トニー・ウィルソン、ピーター・サヴィル、ジョイ・ディヴィジョン、ニュー・オーダーらの名を挙げており、また、スティーヴ・ライヒが制作した『Music for 18 Musicians』はとりわけバンドのギター・パートに大きな影響を与えたという。

## 略歴

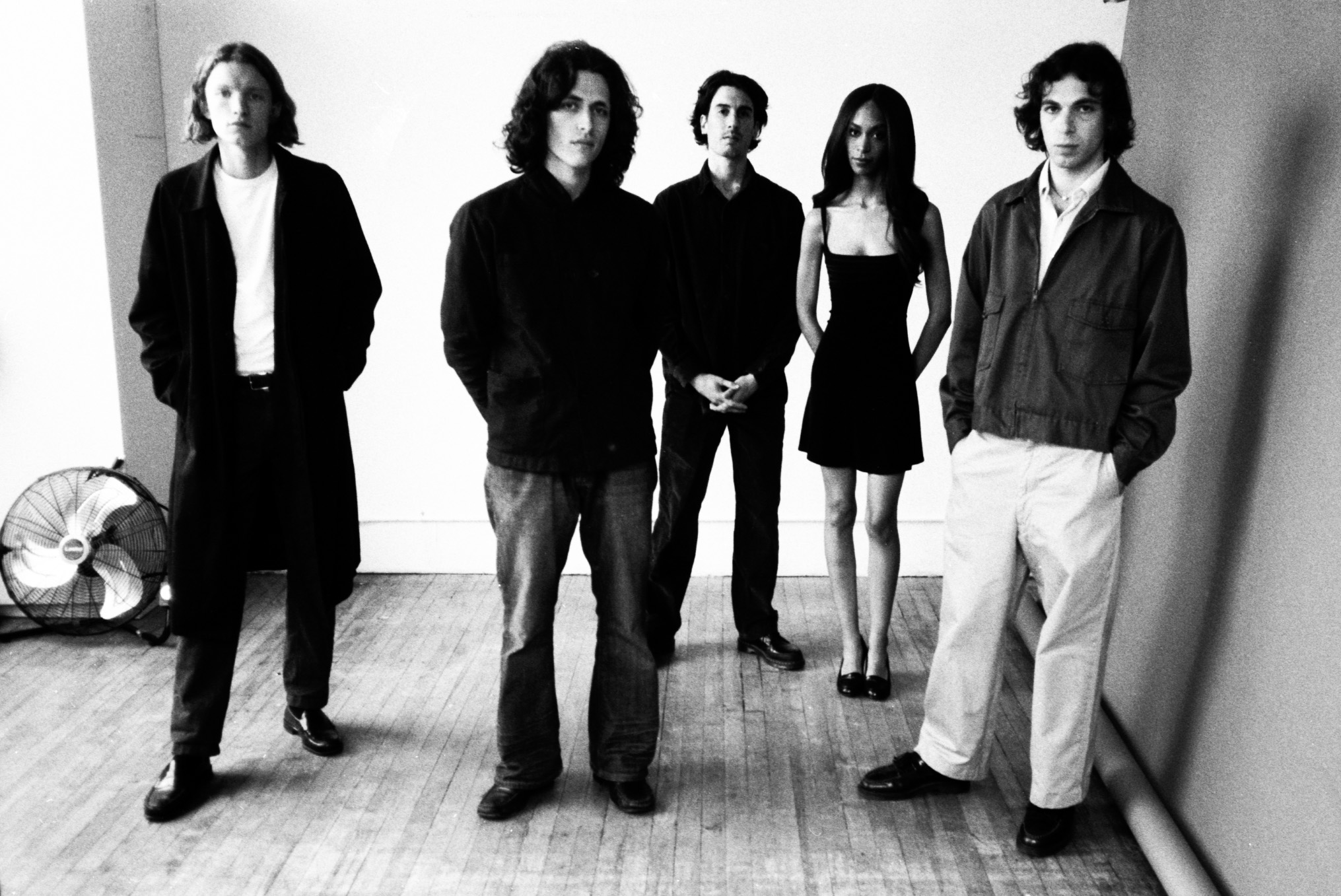
Monobloc by Julia Tarantino

2022年、それまで所属していたバンド、クーリエ・クラブがパンデミックをきっかけに消滅し、ティムとモップは当時住んでいたフィラデルフィアからニュー・ヨークへ拠点を移した。音楽を続けたかった2人は、その後1年かけて新バンドとなるモノブロックの構想を練り、最初の曲を書き上げた。それはクーリエ・クラブからの自然な延長線のような流れで、クーリエ・クラブの気に入っていた点をさらに発展させ、探求していった。
その後モップの大学時代からの親友であるベンがギタリストとして加入。ティムとニーナはTikTok上で出会って意気投合。ギタリストだったニーナは当時自身のプロジェクトを始めていて、バック・バンドが必要だった。そこでティムとモップが彼女のギターと引き換えに彼らのギター／ベースを提供すると申し出て、ニーナの加入が決まった。ザックはニーナの古い友人の1人で、2人は当時共に音楽を制作していた。そんなザックも自然な流れで残りのメンバーと出会い、5人組のモノブロックがついに結成された。
ポストパンクのアティテュードとポップ・センスを融合させたユニークなサウンドは、瞬く間に大西洋の両岸のクール・キッズや業界の有力者たちの注目を集めた。
2024年1月、シングル「I’m Just Trying to Love You」を、セルフ・プロデュースしたミュージック・ビデオと共にリリース。全くの無名の中、フランスやUKなど、バンドが訪れたこともない国々から問い合わせが来るようになった。
続いてリリースした「Where Is My Garden」は、モップとティムが長年温め続けていた1曲で、ティム曰く「スプリングスティーンっぽさ」が込められている。
続くシングル「Irish Goodbye」は過去2曲のサウンドを捨て、代わりに緊張感のあるノー・ウェイヴとポスト・パンクの複雑さとカリスマ性を体現したサウンドを作り上げた。
瞬く間に彼らの評判は知れ渡り、USツアーを行なう以前に、すでに海外ツアーのスケジュールが確定していった。UKのオール・ポインツ・イースト・フェスティバルをはじめ、フランスのロック・アン・セーヌ、メキシコのコロナ・キャピタル・フェスティバル、アイスランド・エアウェーブス、ユナイテッド・サウンズ・ニューヨーク・フェスティバルへの出演などが続々と発表された。
ちなみにモップにとって日本は、彼にとっての最も行きたい場所だという。「信じられないほどユニークな場所だし、モノブロックがそこでどうつながるのか、ぜひ見てみたい」とインタビューで話していた。さらにベンも「日本は、僕が生きている間に行けるとは思ってもみなかった場所のひとつだ」と語っている。

### バンド名の由来
バンド名の由来は椅子で、人の家のデッキや芝生に置いてある、どこにでもある白いプラスチックの成形品を指している。彼らがバンド活動を始めた頃フォローしていた家具のミーム・アカウントがあり、そこで"Monobloc Summer"という、この椅子に座って青春が終わったことを考えるという投稿がたくさんあったことから当時の彼らの合言葉が"Monobloc Summer"になり、その後バンド名へと定着した。

### メンバー
マイケル・シルバーグレード、別名：モップ：モノブロックを立ち上げたメンバーの1人で、ベース担当。趣味はゴム印を作ること。
ティモシー・ウォルドロン：ヴォーカル担当で、モップとモノブロックを率いる中心人物。趣味はオンライン・ゲームで、中でもチェス・ドット・コムとワールド・オブ・ウォークラフトがお気に入り。
ベン・スコフィールド：ギター担当で、趣味はサーフィンとカメラ。
ザック・ポックローズ：ドラム担当。料理を作ったり、街で食べ歩きをしたり、料理や料理番組を観たりするのが好き。
ニーナ・ リューダース：ギター担当で、モノブロックの紅一点。RPGやチェスなどのオンライン・ゲーム、読書が趣味。夢は本を書くこと。

## 日本公演
2025年
- 1月5日、千葉 幕張メッセ　（rockin’on sonic）出演

## ディスコグラフィ

### シングル
2024年
- I’m Just Trying to Love You
- Where Is My Garden
- Irish Goodbye
- Take Me

### EP
2025年
・Monobloc